# Незнайомці з пекла
«Незнайомці з пекла» (кор. 타인은 지옥이다, дослівно «Пекло — це інші») — південнокорейська драма в жанрі психологічного трилеру з Ім Сі Ваном та Лі Дон Уком у головних ролях. Заснована на однойменній серії вебтунів за авторством Кім Йон Хі. Телесеріал виходив у ефір з 31 серпня по 6 жовтня 2019 року.

## Сюжет
У серіалі розповідається історія двадцятисемирічного молодика Юн Чон У (Ім Сі Ван), який переїжджає до Сеула для проходження стажування в компанії. У пошуках місця для проживання він натикається на «Едем», зловісний дешевий гуртожиток, і вирішує залишитися там, тому що у нього недостатньо коштів для оренди більш комфортного житла. Хоча він і не в захваті від цього місця та його ненормальних мешканців, включаючи свого найближчого сусіда Со Мун Джо (Лі Дон Ук), Чон У вирішує перетерпіти це, доки не назбирає достатньо грошей, щоб переїхати. Однак у гуртожитку починають відбуватися загадкові події, через що Чон У починає боятися місцевих жителів.

## У ролях

### У головних ролях
- Ім Сі Ван у ролі Юн Чон У, письменника, який приїхав із сільської місцевості та зайняв кімнату 303 у гуртожитку «Едем» після того, як отримав роботу в новій компанії, заснованій його старим другом.
- Лі Дон Ук у ролі Со Мун Джо, дантиста, який працює недалеко від гуртожитку «Едем» і живе в кімнаті 304. Він справляє враження доброзичливого та чуйного зубного лікаря, проте все не так, як здається.

### Другорядні ролі

#### Сусіди по гуртожитку
- Лі Чон Ин у ролі Еом Бок Сун, господині гуртожитку «Едем». Спочатку здається доброзичливою, але приховує дуже темний секрет.
- Лі Хен Ук у ролі Ю Гі Хека, таємничого та «холодного» жителя, що живе в кімнаті 302.
- Пак Чон Хван у ролі Бен Деук Чона/Бен Деук Су, братів-близнюків, які живуть у кімнатах 306 та 307 відповідно. Деук Чон розумово відсталий.
- Лі Джун Ок у ролі Хон Нам Бока, мешканця кімнати 313, порно-наркомана.
- Хен Бон Сік у ролі Ан Хі Чжуна, бандита, що живе у кімнаті 310. Він планував залишити гуртожиток і розпочати нове, краще життя.

#### Колеги Юн Чон У
- Чха Ре Хьон у ролі Шин Дже Хо, випускника того самого університету, що закінчив Чон У, а тепер начальник останнього.
- Кім Хан Чон у ролі Пак Бен Міна, безпосереднього керівника Чон У.
- Про Хе Вон у ролі Сон Ю Чжон, колеги Чон У.
- Пак Чи Хан у ролі Го Санг Мена, начальника відділу компанії, у якій працює Чон У.

#### Інші
- Ан Ин Джин у ролі Со Чон Хва, дівчини-поліцейської.
- Юн Сон Вон у ролі Пак Су Хо, начальника патрульного підрозділу.
- Кім Джи Ин у ролі Мін Джи Ин, офісної працівниці та дівчини Чон У.
- Сон Ук Кьон у ролі Ча Сон Реля, детектива.
- Лі Сік у ролі Джу Ю Чхоля, репортера, що працює у щоденній газеті.
- Ха Сон Хьон у ролі Со Дже Хона, колишнього слідчого та батька Чон Хва.
- Син Ен Сун у ролі бабусі Чон Хва.
- Но Чжон Хьон у ролі Кан Сок Юна, нового мешканця гуртожитку «Едем» та друга Чон У.
- Сон Ю Хьон у ролі Хан Го Ин, начальниці Чжі Ин.